# Finale UEFA Europa League 2011

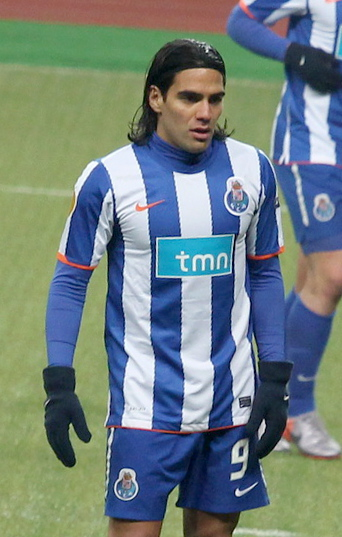
Radamel Falcao scoorde het enige doelpunt van de finale.

De finale van de Europa League van het seizoen 2010/11 werd gehouden op 18 mei 2011 in het Aviva Stadium in Dublin. Met FC Porto en SC Braga stonden er twee Portugese clubs in de finale. Favoriet Porto haalde het na een doelpunt van Radamel Falcao, die achteraf werd uitgeroepen tot "Man van de Match". Hij sloot het toernooi ook af als topschutter.
Ondanks het feit dat er twee Portugese teams in de finale stonden, begonnen er 9 Brazilianen en slechts 7 Portugezen aan de finale. In totaal stonden er 14 Zuid-Amerikanen en maar 7 Europeanen aan de aftrap van de Europa Leaguefinale.

## Wedstrijdverslag
Op voorhand werd de Portugese topclub Porto uitgeroepen tot favoriet, maar het was Braga dat in de finale het eerst kon dreigen via Custódio. Een reactie van Porto bleef niet lang uit. De Braziliaanse aanvaller Hulk zette drie man in de wind en plaatste de bal net naast het doel. Nadien zette Braga de wedstrijd op slot en werd er meer getackeld dan doelkansen gecreëerd. Tot Porto net voor de rust toesloeg. Fredy Guarín onderschepte een slechte pass van Alberto Rodríguez en bediende de vrijstaande Radamel Falcao. De Colombiaanse spits werkte met het hoofd af: 1-0. Het was zijn 17e doelpunt van het toernooi.
Na de pauze kreeg invaller Mossoró de beste kans voor Braga. Hij stormde alleen op doelman Helton af, maar die hield het schot met de benen tegen. Porto, dat na verloop van tijd vooral op de counter loerde, hield de wedstrijd onder controle en verdedigde zijn voorsprong met succes. Na 90 minuten stond het nog steeds 1-0 en mocht aanvoerder Helton als eerste de Europa League in ontvangst nemen.

### Wedstrijddetails
|                   |            |       |          |                                                                                             |
| 18 mei 2011 20:45 | FC Porto   | 1 – 0 | SC Braga | Aviva Stadium, Dublin Toeschouwers: 45.391 Scheidsrechter: Carlos Velasco Carballo (Spanje) |
| 18 mei 2011 20:45 | Falcao 44' |       |          | Aviva Stadium, Dublin Toeschouwers: 45.391 Scheidsrechter: Carlos Velasco Carballo (Spanje) |

| Porto | Braga |

| FC Porto:         |    |                    |       |
|                   |    |                    |       |
| GK                | 1  | Helton             | 90'   |
| RB                | 21 | Cristian Săpunaru  | 49'   |
| CB                | 14 | Rolando            | 90+3' |
| CB                | 30 | Nicolás Otamendi   |       |
| LB                | 5  | Álvaro Pereira     |       |
| DM                | 25 | Fernando           |       |
| CM                | 6  | Fredy Guarín       | 73'   |
| CM                | 8  | João Moutinho      |       |
| RW                | 12 | Hulk               |       |
| CF                | 9  | Radamel Falcao     |       |
| LW                | 17 | Silvestre Varela   | 79'   |
| Reserves:         |    |                    |       |
| GK                | 24 | Beto               |       |
| DF                | 4  | Maicon             |       |
| MF                | 7  | Fernando Belluschi | 73'   |
| FW                | 18 | Walter             |       |
| FW                | 19 | James Rodríguez    | 79'   |
| MF                | 23 | Josef Souza        |       |
| MF                | 28 | Rúben Micael       |       |
| Coach:            |    |                    |       |
| André Villas-Boas |    |                    |       |

| SC Braga:          |    |                   |         |
|                    |    |                   |         |
| GK                 | 1  | Artur             |         |
| RB                 | 15 | Miguel Garcia     | 55'     |
| CB                 | 3  | Paulão            |         |
| CB                 | 2  | Alberto Rodríguez | 46'     |
| LB                 | 28 | Sílvio            | 30'     |
| DM                 | 27 | Custódio          |         |
| DM                 | 88 | Vandinho          |         |
| AM                 | 45 | Hugo Viana        | 24' 46' |
| RW                 | 30 | Alan              |         |
| CF                 | 18 | Paulo César       |         |
| LW                 | 9  | Lima              | 66'     |
| Reserves:          |    |                   |         |
| GK                 | 42 | Cristiano         |         |
| DF                 | 4  | Kaká              | 46' 80' |
| MF                 | 8  | Mossoró           | 46' 59' |
| FW                 | 10 | Hélder Barbosa    |         |
| FW                 | 19 | Albert Meyong     | 66'     |
| DF                 | 20 | Elderson          |         |
| MF                 | 25 | Leandro Salino    |         |
| Coach:             |    |                   |         |
| Domingos Paciência |    |                   |         |